# Habitatge al carrer Francesc Sans Borja, 7 (Ulldecona)
L'Habitatge al carrer Francesc Sans Borja, 7 és un edifici d'Ulldecona (Montsià) inclòs a l'Inventari del Patrimoni Arquitectònic de Catalunya.

## Descripció
Es tracta d'un edifici entre mitgeres, format de planta baixa, pis i nivell superior ocupat per un sector de terrat i un de golfes. A la façana s'inscriu una porta allindada amb brancals de pedra en el muntat dret, al costat, en el mur que sobre sota un arc escarser, hi ha una finestra rectangular amb ampit. En el primer pis, hi ha una balconada de pedra que ocupa tota la llargària de la façana, amb un perfil mixtilini i a la qual s'obren dues finestres. El sector de façana de les golfes es rematat per una senzilla cornisa d'inspiració clàssica i un petit plafó en forma de cercle emmarcat per dues senzilles aletes còncaves, i poms sobre pedestals en els extrems. L'arrebossat, a nivell del primer pis i golfes, té un esgrafiat decoratiu d'inspiració vegetal, que accentua l'emmarcament de les obertures. A la part superior de la porta, sota les inicials P.S. hi ha gravada la data 1933.